# Rete Ferroviaria Italiana
Rete Ferroviaria Italiana (RFI) — акционерное общество со 100-процентным участием организации Ferrovie dello Stato с функциями обслуживания инфраструктуры национальных железных дорог.
RFI действует как общество частного права, которое работает в режиме общественной концессии благодаря Акту временной концессии (DM 138 T от 31/10/2000). Концессия истекает в 2060.
Кроме этого, через свое подразделение навигации RFI осуществляет паромные перевозки железнодорожных составов через Мессинский пролив из Мессины в Вилла-Сан-Джованни.

## Сектора активности
RFI доверено деятельность управления железнодорожного движения и техническое обслуживание железнодорожной сети и, также через синергетическое партнерство с Italferr SpA (общество проектирования Gruppo Ferrovie dello Stato), совершает действия по проектированию инфраструктуры и ввод в эксплуатацию новых заводов. Через эти заводы, из которых наиболее актуальны железнодорожные станции, вместе с другими двумя компаниями Gruppo: Grandi Stazioni SpA (итал. Большие Вокзалы) и Centostazioni SpA (Сто станций), RFI SpA выполняет операции переквалификации.
RFI также управляет системами безопасности и регулировкой железных дорог, согласно условиям контрактов с железнодорожными компаниями, продает им поезда, запрашивает сообщение поездов и определяет расписания их сети. Rete Ferroviaria Italiana также осуществляет сервис маневрирования железнодорожных составов на некоторых железнодорожных станциях. Наконец, напрямую через свою дочернюю компанию TAV SpA (поглощена 31 декабря 2010 года), он фокусируется на ввод эксплуатацию новых линий высокоскоростных поездов.
По существу, RFI получает свои доходы от платы за доступ к своей инфраструктуре железнодорожными компаниями которые их используют. Связь RFI с разными железнодорожными фирмами регулируется специальным контрактом, который называется Prospetto Informativo di Rete (итал. Информационный проспект сети).

### Обслуживаемая сеть
Следуя исследованиям февраля 2006, сеть, которая обслуживается RFI в общей сложности составляет 15 974 км линий стандартной колеи, из которых 10 688 км электрифицированы постоянным током и 60 % одноколейного пути.
Регион с самой неблагоприятной ситуацией с этих точек зрения — Валле д'Аоста со 109 км исправными железными дорогами, полностью с одной колеёй и не электрифицированные. Поезда с тягой на дизеле только в Сардинии. Обратная ситуация в Ломбардии где, проложены 1 650 км железнодорожных путей, но только 42 % железных дорог — двухколейные (на линиях с национальным значением). Также Ломбардия — регион с самым большим количеством железнодорожных перевозок: там 300 000 пассажиров в день передвигаются на 1 130 поездах.
Следуя более новой информации 2008 года , RFI обслуживает 16 529 км железнодорожных путей, из которых 11 727 электрифицированы и 4 802 на дизельной тяге. Из них 7 306 км двухколейного пути м 9 223 км одноколейных путей.

### Станции

#### Классификация по важности
В соответствии с их важностью станции можно разделить на:
- маленькие станции — в среднем две или три платформы. Эти станции могут принимать не больше двух поездов одновременно. В большинстве случаев эти станции принимают поезда Regionale (итал. региональные поезда) но в некоторых случаях могут также принимать поезда более высокой категории. Эти станции могут быть оборудованы автоматами по продаже билетов, кафе и залом ожидания.
- средние станции — это те станции которые имеют больше платформ и могут принимать больше поездов в одно время грузовыми поездами. Эти станции принимают поезда Regionale и также InterCity и Eurostar. Если станции являются конечными остановками, в этих случаях различают усеченные платформы или тупики, также могут иметь приспособления для полной остановки поездов. Как правило, эти станции оборудованы автоматами по продаже билетов и обычными кассами, залом ожидания и туалетными комнатами, газетным киоском и баром или кафе, подземным переходом чтобы перейти на другую платформу.
- большие станции — это станции проезда или конечные, самые большие станции города, могут принимать много поездов всех категорий:
- Regionale,
- Regionale Veloce,
- InterCity,
- Intercity Night,
- Frecciabianca,
- Frecciargento,
- Frecciarossa,
- Eurostar,

и, как правило, грузовые и пассажирские платформы разделены. Станции оборудованы всем, что может пригодиться путешественнику: бар, газетный киоск, билетные кассы, зал ожидания, туалетные комнаты, почтовый офис, банкомат, магазины, и т. д. Из диспетчерской рубки этих станций контролируются некоторые поезда. Они могут иметь большое количество платформ и ответвлений для маневрирования и смены составов поездов. В некоторых городах осуществляется пересадки на городские и междугородние автобусы, на трамвайные линии и метрополитен. Большие станции могут иметь несколько уровней пересадок с железных дорог на пригородный транспорт.

#### Коммерческая классификация RFI
RFI организовал классификацию типов станций, которая основана на количестве конструкций, на пассажиропотоке и других параметрах. По этой классификации станции делятся на четыре категории:
- bronze — содержит небольшие строения, которые принимают только поезда Regionale;
- silver — станции содержат средне-небольшие строения, которые принимают поезда средней дистанции, средней частоты, пригородные и региональные поезда.
- gold — средне-большие строения повышенной частоты; населенные пункты обслуживаемые этими станциями имеют туристический, культурный, и образовательный интерес. С финансовой точки зрения имеют большой потенциал.
- platinum — станции этого класса имеют высокую частоту прибытий и отправлений и средний пассажиропоток 6.000 пассажиров в день и высокое количество принимаемых поездов. Города, обслуживаемые этими вокзалами имеют важность с туристической, культурной и экономической точки зрения. Однако не все станции класса platinum обслуживаются компанией Grandi Stazioni[8].

### Сотрудничества

#### Контролируются RFI
- Metropark SpA — Рим — 100 %
- SELF S.r.l. — Рим — 100 %
- Nord Est Terminal SpA — Падуя — 51 %
- Tiburtina Sviluppo Immobiliare — Рим — 100 %
- Tunnel Ferroviario del Brennero SpA — Рим — 82,80 %

#### Сотрудничают с RFI
- Italcertifer ScpA — Флоренция — 33,33 %
- LTF Sas — Шамбери (Франция) — 50 %
- Porta Sud SpA — Бергамо — 35 %
- Quadrante Europa SpA — Верона — 50 %
- SGT SpA — Помеция — 43,75 %
- Terminal Tremestieri srl — Мессина — 33,33 %
- Network Terminali Siciliani SpA — Катания — 50 %

Сотрудничества с этими компаниями согласно расчетам 31 декабря 2007 оцениваются в 3,28 млрд Евро.

## История
RFI первоначально возникла 1 июля 1998 года под названием Divisione Infrastruttura как подразделение Ferrovie dello Stato. Фактическое появление компании датируется 9 апреля 2001 после отделения от FS, и это связано с необходимостью соблюдения европейской директивы, которая разделяла компании, которые управляют сетями инфраструктуры от тех, которые занимаются перевозками людей, товаров и прочего. Он начал действовать с 1 июля этого года.
29 июля 2015 года президент Дарио ле Боско был арестован после расследования прокуратурой Палермо по его делу о нарушении общественных контрактов и коррупции и ушел в отставку 31 июля.